# Stagiaire (cykelsport)
 Denne artikel bør gennemlæses af en person med fagkendskab for at sikre den faglige korrekthed.

 For alternative betydninger, se Stagiaire. (Se også artikler, som begynder med Stagiaire)
Stagiaire er en cykelrytter, som bliver optaget på prøve, på et professionelt cykelhold under løbs-sæsonen, ofte uden aflønning. [kilde mangler]
Formålet er at give en potentiel professionel udøver af cykelsporten, en mulighed for at få noget erfaring, ved at deltage i nogle professionelle cykelløb. Samtidig giver det cykelholdet en mulighed for at bedømme stagiarens evner for at deltage i løb på professionelt niveau.

## Ekstern henvisning
- Wiktionary -  Stagiare